# Beranje
Beranje (cyr. Берање) – wieś w Serbii, w okręgu braniczewskim, w mieście Požarevac. W 2011 roku liczyła 394 mieszkańców.